# العلاقات الغامبية اللبنانية
العلاقات الغامبية اللبنانية هي العلاقات الثنائية التي تجمع بين غامبيا ولبنان.

## مقارنة بين البلدين
هذه مقارنة عامة ومرجعية للدولتين:
| وجه المقارنة                                              | غامبيا       | لبنان                                                                |
| --------------------------------------------------------- | ------------ | -------------------------------------------------------------------- |
| المساحة (كم2)                                             | 11.30 ألف    | 10.45 ألف                                                            |
| عدد السكان (نسمة)                                         | 2.10 مليون   | 6.10 مليون                                                           |
| الكثافة السكانية (ن./كم²)                                 | 185.84       | 583.73                                                               |
| العاصمة                                                   | بانجول       | بيروت                                                                |
| اللغة الرسمية                                             | لغة إنجليزية | اللغة العربية، لغة فرنسية                                            |
| العملة                                                    | دالاسي غامبي | ليرة لبنانية                                                         |
| الناتج المحلي الإجمالي (بليون دولار)                      | 1.01 مليار   | 51.84 مليار                                                          |
| الناتج المحلي الإجمالي (تعادل القوة الشرائية) بليون دولار | 3.34 مليار   | 81.54 مليار                                                          |
| الناتج المحلي الإجمالي الاسمي للفرد دولار أمريكي          | 471          | 8.05 ألف                                                             |
| الناتج المحلي الإجمالي للفرد دولار أمريكي                 |              | 17.46 ألف                                                            |
| مؤشر التنمية البشرية                                      | 0.441        | 0.769                                                                |
| رمز المكالمات الدولي                                      | +220         | +961                                                                 |
| رمز الإنترنت                                              | .gm          | .lb                                                                  |
| المنطقة الزمنية                                           | 00           | ت ع م+02:00، ت ع م+03:00، توقيت شرق أوروبا، توقيت شرق أوروبا الصيفي ‏ |

## منظمات دولية مشتركة
يشترك البلدان في عضوية مجموعة من المنظمات الدولية، منها:
| علم المنظمة | اسم المنظمة                               | تاريخ انضمام غامبيا | تاريخ انضمام لبنان |
| ----------- | ----------------------------------------- | ------------------- | ------------------ |
|             | مؤسسة التنمية الدولية                     | 18 أكتوبر 1967      | 10 أبريل 1962      |
|             | مؤسسة التمويل الدولية                     | 19 سبتمبر 1983      | 28 ديسمبر 1956     |
|             | منظمة حظر الأسلحة الكيميائية              | ?                   | ?                  |
|             | الأمم المتحدة                             | 21 سبتمبر 1965      | 24 أكتوبر 1945     |
|             | الاتحاد الدولي للاتصالات                  | 27 مايو 1974        | 12 يناير 1924      |
|             | منظمة التعاون الإسلامي                    | ?                   | ?                  |
|             | منظمة الشرطة الجنائية الدولية             | ?                   | ?                  |
|             | الاتحاد البريدي العالمي                   | ?                   | ?                  |
|             | البنك الدولي للإنشاء والتعمير             | 18 أكتوبر 1967      | 14 أبريل 1947      |
|             | المركز الدولي لتسوية المنازعات الاستشارية | 26 يناير 1975       | 25 أبريل 2003      |
|             | وكالة ضمان الاستثمار متعدد الأطراف        | 11 سبتمبر 1992      | 19 أكتوبر 1994     |
|             | يونسكو                                    | 1 أغسطس 1973        | 4 نوفمبر 1946      |

## وصلات خارجية
- موقع وزارة الخارجية الغامبية